# David John Williams
David John Williams, mort le 24 juin 2022, est un président de la Fédération de Trinité-et-Tobago de football.

## Biographie
Il fonde et préside le W Connection Football Club.
David John Williams est un président de la Fédération de Trinité-et-Tobago de football de 2015 à novembre 2019.
Il n’est pas reconduit dans ses fonctions de président de la fédération après une défaite électorale interne face à William Wallace.